# Salah Eddine Bitar
Pour les articles homonymes, voir Bitar.
Salah ad-Din al-Bitar (صلاح الدين البيطار) (né à Damas le 5 mai 1912, mort à Paris le 21 juillet 1980) était un homme politique syrien et un nationaliste arabe à l'origine avec Michel Aflak du parti Baas. Pendant leurs études à Paris au début des années 1930, Michel Aflaq et Bitar ont travaillé ensemble pour mettre au point une idéologie panarabe qui combine à la fois des aspects du nationalisme et du socialisme arabe.
Al Bitar a été premier ministre de plusieurs gouvernements syriens, mais a dû fuir le pays en 1966 après la radicalisation du parti Baas et du nouveau gouvernement mis en place par les militaires, dont Salah Jedid.
Il a vécu le reste de sa vie en Europe, et est resté actif politiquement, jusqu'à son assassinat le 21 juillet 1980.

## Biographie

### Jeunesse et études
Salah ad-Din al-Bitar est né en 1912 à Midan, un quartier de Damas. Il est le fils d'un marchand sunnite. Il est issu d'une famille très religieuse, et plusieurs membres de sa famille étaient oulémas ou prêcheurs dans des mosquées syrienne. Al Bitar a grandi dans une famille conservatrice, et a étudié dans une école primaire musulmane avant de faire ses études secondaires à Maktab Anbar. Vivant à Midan, il a été influencé par la révolution syrienne de 1925 contre l'occupant français. Midan a été bombardé à de nombreuses reprises, entraînant la mort de centaines de civils.
Al Bitar fait ses études en France à la Sorbonne. Il y fait la connaissance de Michel Aflak un chrétien orthodoxe qui est comme lui le fils d'un petit marchand. Ensemble ils s'intéressent aux mouvements politiques et intellectuels de l'époque, et se sont intéressés plus particulièrement au nationalisme et au marxisme. Ils fondent l'Union des Étudiants Arabes en France.
Al Bitar revient en Syrie en 1934, où il devient professeur de mathématiques et de physique à l'école Tajhiz al-Ula ou Michel Aflaq enseignait déjà.

### Carrière politique
Bitar, Aflaq et quelques amis s’expriment dans une revue, At Taliya, – L’Avant-Garde –. D'après l'historien Hanna Batatu, ils ont montré un plus grand intérêt pour les questions sociales que nationales. Leurs orientations politiques étaient proches de celles du Parti communiste syrien. Mais en 1936, à la suite de la victoire du Front populaire en France, ils constatent que les communistes se font beaucoup plus modérés, obéissant en cela aux consignes venues de Moscou.
En 1939, Bitar et Aflaq créent Al-ihyaa' al-'arabi - Cercle de la Renaissance Arabe -. C'est leur première utilisation du nom al-ba'th al-'arabi, qui a une signification semblable. Ils sont rejoints par Zaki al-Arzouzi un Alaouite d’Alexandrette qui a combattu la Turquie et qui s’est également imposé depuis plusieurs années, avec sa Ligue d'action nationaliste et son Cercle de l'Arabisme.
Al Bitar et Aflaq démissionnent de leur poste d'enseignant le 24 octobre 1942, pour entrer définitivement dans le monde politique. Ils ont gagné beaucoup de soutiens et en 1945, le premier bureau élu du parti Baas a été formé. 
Le parti est ensuite interdit, mais le soulèvement de Damas de mai 1945 renforce encore son audience et, le 3 juillet 1946 il est à nouveau autorisé et peut publier le premier numéro du journal intitulé Al Baas. L'année suivante, le Baath a gagné un nombre important d'adhérents quand la plupart des défenseurs de Zaki al-Arsuzi menés par Wahib al-Ghanim l'ont rejoint.

#### Création du parti Baas
Voir article détaillé: Parti Baas
Le premier congrès du parti a été tenu à Damas en 1947, Bitar y est élu secrétaire général. Grâce à la constitution adoptée au congrès, Aflaq devient 'amid qui peut être traduit par « doyen », ce qui fait de lui le véritable chef de file du mouvement.
En 1952, le chef d'État syrien Adib Chichakli interdit tous les partis politiques. Al-Bitar et Aflaq prennent refuge au Liban. Ils rencontrent au Liban Akram Hourani, un politicien syrien qui a créé le Parti arabe socialiste. Ce parti bénéficie d'une large audience parmi la paysannerie dans la région d'Hama en Syrie, ainsi qu'une influence non négligeable chez les militaires syriens.
Les trois politiciens acceptent de fusionner leurs partis, et en 1954 ils travaillent au renversement du président Al-Shishakli.
Un nouveau congrès ratifie la fusion des deux parties, le parti prend le nom de Parti Baath arabe socialiste. La constitution en vigueur lors du dernier congrès de 1947 n'a pas été modifiée.

#### Politique en Syrie, 1954-1963

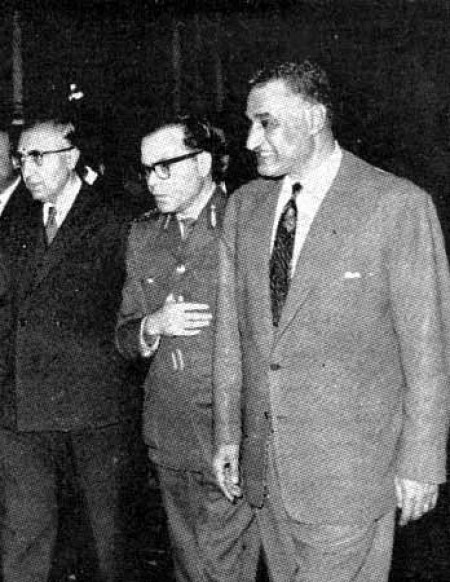
Al-Bitar, Louai al-Atassi et Nasser en mars 1963.

Après la chute d'Al-Shishakli, la Syrie a tenu des élections démocratiques.
Bitar est élu député de Damas, battant ainsi le secrétaire général du Parti social nationaliste syrien, l'un des plus importants adversaires idéologiques du Baath.
De 1956 à 1958, il est ministre des affaires étrangères. Avec d'autres baathistes, il milite en faveur de l'unification de l'Égypte de Nasser et de la Syrie. A l'unification des deux pays, il devient ministre de la République arabe unie.
Comme beaucoup de politiciens syriens il a été déçu du résultat de cette fusion et de l'attitude de l'Égypte. Il démissionne de son poste l'année suivante. Al Bitar fait partie des seize politiciens syriens à avoir signé une déclaration pour la dissolution de la nouvelle république arabe.
Les membres du parti ont été choqués par l'attitude de Bitar, et il a dû rétracter sa signature.
Le Baath se divise après la sécession de la Syrie, une grande partie de la base militante se tourne vers le nassérisme.
Al Bitar reste avec Aflaq à la direction du parti, qui a maintenu une attitude pro réunification, mais reste néanmoins plus prudent que les nasséristes et que le Mouvement nationaliste arabe de Georges Habache et de Zureik sur se sujet.

#### Radicalisation du Baath
En 1963, un coup d'État militaire pro-réunification a lieu. Les membres du coup d'État incluent des baathistes, des nasséristes et d'autres nationalistes arabes. Ils établissent un conseil révolutionnaire, qui devient la plus importante institution syrienne. Le conseil propose à Al Bitar de devenir Premier ministre et d'être à la tête d'une coalition gouvernementale réunissant les pro-réunifications. Al Bitar accepte, et accède quelque temps après au conseil révolutionnaire.
Cependant les militaires baathistes n'avaient pas la même conception de la politique que Bitar et Aflaq, ils appartenaient à une jeune génération, qui était comme en Irak plus radicale.
Les radicaux prennent le contrôle du Baath après la tenue du sixième congrès du parti. Le parti adopte un programme d'extrême gauche inspiré du socialisme soviétique. Al Bitar est reconduit au gouvernement après des émeutes qui ont eu lieu à Hama et qui ont fait plusieurs morts.
Cependant il n'avait plus aucun véritable pouvoir, il était devenu le visage d'un nouveau régime contre qui il était idéologiquement et politiquement hostile.

### Exil
Bitar se donnait pour objectif d'écarter l'armée du pouvoir, et limoge pour cela 200 officiers, ce qui entraine le 23 février 1966, un coup d'État mené par le comité militaire du parti Baath. Bitar et d'autres dirigeants historiques du parti sont arrêtés. Il arrive à s'évader et se réfugie à Beyrouth. En 1969, il est condamné à mort pour son évasion par un tribunal militaire. L'année suivante, Hafez el-Assad lui pardonne et il eut avec lui une conversation de quatre heures. 
Il raconta son entretien avec Assad au journaliste français M-C Aulas « Votre régime dit-il, manque de légitimité. Vous vous souvenez des grandes choses que nous avons faites de 1954 à 1958 ? Aujourd'hui seule la démocratie pourrait donner un regain de vitalité à la Syrie. Aujourd'hui la Syrie est morte ». Il ajoute également qu'il n'y a en réalité plus de Baath, ni à Damas, ni à Bagdad.
Un autre journaliste français l'a rencontré, Éric Rouleau qui l'a interviewé à la mi-juillet 1980. Il raconte avoir demandé à Assad de libéraliser la Syrie et de retirer ses troupes du Liban, ou elles font figure « d'armée d'occupation ».
Ne pouvant plus rester à Damas à cause des désaccords profonds qui l'opposent au président Assad, il part en exil à Paris. Il y fonde en 1979 la Société nouvelle de presse orientale et publie la revue al-ihyaa' al-'arabi.
Dans ce magazine, il lance une campagne contre le nouveau Baath syrien et écrivait que « La Syrie, souffre d'un régime étranger au peuple (...) qui contribue au démantèlement de la trame sociale (...) Ce qui se passe aujourd'hui à Alep et Hama et peut-être dans toutes les autres villes de Syrie dépasse les limites habituelles de la répression et pousse le pays au bord de l'abîme d'un conflit confessionnel ».

### Assassinat
Il meurt assassiné le 21 juillet 1980 à Paris, devant la porte de son bureau, rue Hoche.
À la suite de son assassinat, un communiqué est publié simultanément à Bagdad et à Paris au nom de "L'opposition nationale démocratique". On retrouve parmi les signataires, Amin al-Hafez et Akram Hourani. Le communiqué accuse Assad d'être le « responsable direct, pour ne pas dire le meurtrier ».
À Bagdad, Salah Bitar a été élevé au rang de martyr. Selon le New York Herald Tribune, il œuvrait pour la création d'un front d'opposition avec des chefs nationalistes, tel Akram Hourani et Hamad Choufi.
D'après Éric Rouleau, il se savait menacé et a été averti un mois auparavant quand il était encore "en tête de liste" avec Hamad Choufi et Issam Attar. Hourani confirme qu'un avertissement lui avait été transmis par un diplomate d'un pays du Golfe, et précise que l'avertissement émanait de Rifaat el-Assad, le frère du président syrien.